# Síh
Síh (Coregonus) je rodové jméno lososovitých ryb, známých také pod označením bílá ryba.

## Druhy
- Coregonus albellus – síh bělavý
- Coregonus albula – síh malý
- Coregonus alpenae – síh dlouhočelistný †
- Coregonus alpinus – síh thunský
- Coregonus arenicolus – síh kostancký
- Coregonus artedi – síh severoamerický
- Coregonus atterensis – síh aterenský
- Coregonus austriacus – síh rakouský
- Coregonus autumnalis – síh omul
- Coregonus baunti – síh bauntský
- Coregonus bavaricus – síh bavorský
- Coregonus bezola – síh savojský †
- Coregonus candidus – síh neuchâtelský
- Coregonus chadary – síh amurský
- Coregonus clupeaformis – síh sleďovitý
- Coregonus clupeoides – síh lochlomondský
- Coregonus confusus – síh moratský
- Coregonus danneri – síh Dannerův
- Coregonus fatioi – síh Fatiův
- Coregonus fera – síh písčinný †
- Coregonus fontanae – síh stechlinský
- Coregonus gutturosus – síh tuporypý †
- Coregonus heglingus – síh walenstadtský
- Coregonus hiemalis – síh ženevský †
- Coregonus hoferi – síh Hoferův
- Coregonus hoyi – síh americký
- Coregonus huntsmani – síh Huntsmanův
- Coregonus johannae – síh růžový †
- Coregonus kiyi – síh pelagický
- Coregonus laurettae – síh aljašský
- "Coregonus lavaretus" – Síh severní
- Coregonus lucidus
- Coregonus lucinensis – síh lucinský
- Coregonus macrophthalmus – síh velkooký
- Coregonus maraena – síh maréna
- Coregonus maxillaris – síh wenernský
- Coregonus megalops – síh švédský
- Coregonus migratorius – síh tažný
- Coregonus muksun – síh muksun
- Coregonus nasus – síh nosatý
- Coregonus nelsoni – síh Nelsonův
- Coregonus nigripinnis – síh tmavoploutvý †
- Coregonus nilssoni – síh Nilssonův
- Coregonus nobilis – síh vznešený
- Coregonus oxyrinchus – síh špičatorypý †
- Coregonus palaea – síh švýcarský
- Coregonus pallasii – síh Pallasův
- Coregonus peled – síh peleď
- Coregonus pennantii – síh Pennantův
- Coregonus pidschian – síh arktický
- Coregonus pollan – síh irský
- Coregonus reighardi – síh Reighardův
- Coregonus renke – síh středoevropský
- Coregonus restrictus – síh vzácný †
- Coregonus sardinella – síh sibiřský
- Coregonus stigmaticus – síh anglický
- Coregonus subautumnalis – síh penzinský
- Coregonus suidteri – síh Suidterův
- Coregonus trybomi – síh Trybomův
- Coregonus tugun lenensis
- Coregonus tugun tugun – síh jenisejský
- Coregonus ussuriensis – síh ussurijský
- Coregonus vandesius – síh skotský
- Coregonus vessicus – síh volžský
- Coregonus wartmanni – síh Wartmannův
- Coregonus widegreni – síh Widegrenův
- Coregonus zenithicus – síh krátkočelistný
- Coregonus zuerichensis – síh curyšský
- Coregonus zugensis – síh zugenský